# Gro-Anita Mykjåland

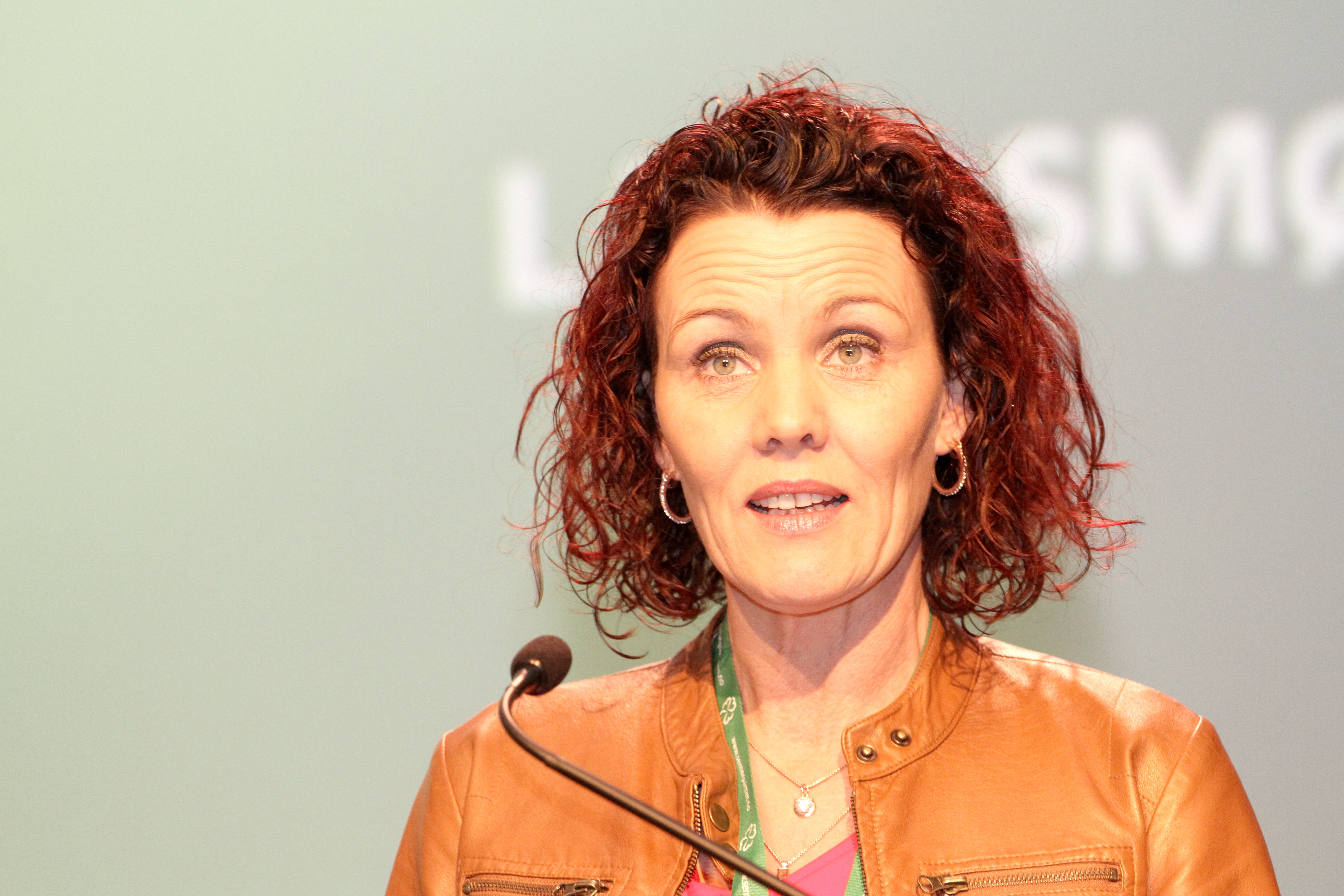
Gro-Anita Mykjåland, 2017

Gro-Anita Mykjåland (* 4. September 1976) ist eine norwegische Politikerin der Senterpartiet (Sp). Seit 2021 ist sie Abgeordnete im Storting.

## Leben
Mykjåland saß ab 2007 im Kommunalparlament von Iveland. In den Jahren von 2015 bis 2021 war sie dabei die Bürgermeisterin der Gemeinde. Sie arbeitete von 1998 bis 2020 als Flugbegleiterin bei SAS Scandinavian Airlines.
Mykjåland zog bei der Parlamentswahl 2021 erstmals in das norwegische Nationalparlament Storting ein. Dort vertritt sie den Wahlkreis Aust-Agder und wurde Mitglied im Energie- und Umweltausschuss. Im September 2023 wurde sie stellvertretende Fraktionsvorsitzende.